# Karanganom (ort i Indonesien)
Karanganom är en ort i Indonesien. Den ligger i provinsen Jawa Tengah, i den västra delen av landet, 400 km öster om huvudstaden Jakarta. Karanganom ligger 217 meter över havet och antalet invånare är 50 670.
Terrängen runt Karanganom är platt åt sydost, men åt nordväst är den kuperad. Runt Karanganom är det mycket tätbefolkat, med 2 028 invånare per kvadratkilometer. Närmaste större samhälle är Klaten, 6,6 km söder om Karanganom. Omgivningarna runt Karanganom är en mosaik av jordbruksmark och naturlig växtlighet.